# Воут Костянтин Августович
Костянти́н А́вгустович Во́ут (нар. 1866 — † 1956) — скрипаль, диригент, військовий капельмейстер, музичний педагог, викладач музики в кількох навчальних закладах Києва, зокрема в Музично-драматичній школі Миколи Лисенка. Випускник Київського музичного училища. Учень чеського скрипаля, композитора і музичного педагога Отакара Шевчика.

## Життєпис
Закінчив Київське музичне училище, де навчався у відомого чеського скрипаля Отакара Шевчика.
Згодом працював військовим капельмейстером, диригентом симфонічних оркестрів у Києві, Вільнюсі, Ризі. Викладав у низці київських музичних училищ і в Краснодарському музичному технікумі. Серед його учнів — відомий композитор, диригент, і педагог Рейнгольд Глієр.
1895/1896—1902 рік — викладач гри на духових інструментах у Києво-Печерській гімназії.
З 1902/1903 навчального року викладав музику в Київській духовній семінарії.
3 1903 викладав музику (імовірно був капельмейстером) у Київському кадетському корпусі.
З 1904 — викладач у Музично-драматичній школі Миколи Лисенка в Києві (клас скрипки).
З 1905 — викладач у Музично-драматичній школі Миколи Іконнікова в Києві (інструментовка, оркестровка, диригування, оркестрові інструменти).
Капельмейстер 3-ї саперної бригади в Києві (друга половина 1880-х—1906). Військовий оркестр під його керівництвом брав участь у літніх паркових концертах.
3 жовтня 1906 до січня 1909 — капельмейстер Кубанського військового симфонічного оркестру (оркестру Чорноморського «Війська вірних козаків»).
1909—1910 — знову капельмейстер 3-ї саперної бригади в Києві.
1913 — диригент Симфонічного оркестру у Вільнюсі.

## Твори
- К. А. Воут «Обзор музыкальных форм» (рукопись)(рос.)[4]